# 無線綴じ
無線綴じ（むせんとじ）とは、製本の方式の一つ。丁合（ちょうあい）の完了した折丁の背に糊を塗布して表紙を貼り付ける。広義の「平綴じ」に含むことがある。無線の名は製本の際に線（糸や針金）を使用しない事によるもの。
背を一度切り落として接着面を作る切断無線綴じと、切り込みを入れて糊を浸透させる網代綴じに大別される。
中綴じほどではないが、比較的安価な方式であり、ページのずれが無いため中綴じよりもページの多い冊子に向く。
背の端のみを固定するため、本を喉の部分まで一杯に開くことができるが、背を削ってしまうことや、また糊の柔軟性の点から見ても180度開くことはできないため、見開きの絵や写真を入れる場合はその分間を空けておく必要がある。
漫画誌、文庫本、コミックなど、安価かつページ数の多い冊子に多用されている。
固定しているのが糊だけであるため、かつては強度や耐久性に問題があったが、糊の改良によって大きな冊子にも使用されるようになった。